# Numeracja LG
Numeracja LG – podobnie jak numeracja L służy do pomocy w identyfikacji i nazewnictwie nieopisanych naukowo gatunków ryb z rodziny zbrojnikowatych (Loricariidae). Numeracja ta została stworzona przez Hans-Georg Eversa i Ingo Seidela podczas pisania książki "Weltatlas 1" (Mergus Verlag, 2002). W pierwszym tomie książki "Weltatlas" zostało nadanych 8 numerów LG. 
LG jest skrótem od Loricariidae Gattung (niem. rodzaj).